# Artur Tiganik
Artur Tiganik (* 13. Januar 1971 in Tallinn) ist ein estnischer Brigadegeneral der Reserve. Von 2014 bis 2016 war er stellvertretender Befehlshaber der estnischen Streitkräfte. Zuletzt diente er beim Allied Joint Force Command Brunssum.

## Leben

### Militärische Laufbahn
Beförderungen
- Leutnant (1992)
- Oberleutnant (1993)
- Hauptmann (1996)
- Major (1999)
- Oberstleutnant (2003)
- Oberst (2008)
- Brigadegeneral (2015)

Nach einer Offiziersausbildung in der Sowjetarmee schloss sich Artur Tiganik 1992 den im Wiederaufbau befindlichen Streitkräften seines Heimatlandes an. Dort diente er in den nächsten Jahren auf verschiedenen Posten im Kalev-Infanteriebataillon.
Nach Weiterbildung und Tätigkeit im Hauptquartier der Streitkräfte, war er in den Jahren von 2001 bis 2004 Kommandant des Scout-Bataillon. In der Zeit zwischen 2005 und 2006 folgten wieder Aufgaben im Verwaltungsbereich. Von 2006 bis 2008 war er Stabschef und ab Januar 2009 Kommandant der 1. Infanterie-Brigade. Im Jahr 2009 wurde er zum Stabschef der Landstreitkräfte ernannt – ab 2012 war er deren Oberbefehlshaber. Zwischenzeitlich hatte er 2011 ein Aufbaustudium am United States Army War College abgeschlossen.
Als die Landstreitkräfte 2014 direkt dem Oberkommando der Armee unterstellt wurden, wechselte er auf den Posten des stellvertretenden Befehlshabers der Streitkräfte. Im Februar 2015 erfolgte seine Beförderung zum Brigadegeneral. Tiganik wurde im Mai 2015 von Russland mit einem Einreiseverbot belegt.
Nachdem er als stellvertretender Befehlshaber der Streitkräfte und später als Estlands Vertreter beim Allied Joint Force Command Brunssum gedient hatte, wurde er 2022 in die Reserve versetzt.

### Privates
Der ehemalige General ist verheiratet und Vater einer Tochter. Neben seiner Muttersprache spricht er auch Englisch und Russisch. Seinen Hobbys sind Eishockey, Inlineskating und Motorradfahren. Wie einige ehemalige estnische Offiziere, wendete sich auch Tiganik später der Politik zu. Bei der Parlamentswahl in Estland 2023 trat er als Kandidat der Isamaa im Wahlkreis Harju und Raplamaa an, konnte aber kein Mandat erzielen.